# آل افراسیاب
آل افراسیاب یا قره‌خانیان که با نام ایلک‌خانیان نیز شناخته می‌شوند، دودمانی ترک‌نژاد بودند که از ۸۴۰ م تا ۱۲۱۱ م میلادی بر بخش‌هایی از آسیای میانه، از جمله ناحیهٔ اَسپیجاب و نواحی شمالی و جنوبی کوه‌های تیان شان حکمرانی می‌کردند.
ایرانیان بنا به برخی افسانه‌های قدیمی این قوم را به نوادگان افراسیاب (ارباب توران زمین) نسبت می‌داده‌اند و نام آل افراسیاب اکثراً توسط ایرانیان استفاده می‌شده. برخی شرق شناسان نام آل افراسیاب را به سبب جد بزرگ بنیان‌گذاران آن‌ها به نام آلپ ار تونقا (یکی از خاقان‌های اولیه و قدرتمند این قوم) که لقب یا کنیه اش افراسیاب بوده بر این قوم گذاشته‌اند.
آن‌ها را با نام، قراخانیان یا قره‌خانیان نیز می‌شناسند. شرق‌شناسان اروپایی، آنان را از آن جهت به این نام خوانده‌اند که بیشتر در بخشی از لقب آن‌ها واژهٔ قره یا قرا به معنی «سیاه» وجود داشته که در جامعه آن زمان به معنی بزرگ و نیرومند تلقی می‌شده‌است، و مسلمانان و اعراب، آنان را با نام ایلک‌خانیان می‌شناختند.
ورود افراسیابی‌ها به سیاست منطقه منجر به آن شد که چیرگی سیاسی ایرانی‌ها در فرارود (ماوراءالنهر) از دست رفته و جای خود را به چیرگی قبایل ترک تبار بدهد و نفوذ سیاسی ایران نیز در فرارود در تنگنا قرار گیرد.اما رفته رفته فرهنگ و رسوم ایران با عادات و رسوم قبیله ای ترکان ادغام گردید و حتی بعدها سبب اعتلای فرهنگ ایرانی ـ اسلامی در آن دورهٔ آشوب شد.

## تاریخ
افراسیابی‌ها در اتحاد با دیگر اقوام ترک‌تبار منطقه، قدرت‌های کوچک فرارود را شکست دادند و در ۳۹۵ ه‍. ق دولت تضعیف‌شدهٔ سامانیان را سرنگون ساختند. پایتخت افراسیابی‌ها در کاشغر قرار داشت.
افراسیابی‌ها در سدهٔ ۱۱ میلادی به اسلام روی آوردند. در سال ۱۰۴۱ م قلمرو آن‌ها به دو ایالت غربی و شرقی تقسیم شد. ابواسحاق ابراهیم، فرمانروای ایالت غربی، پایتخت خود را از اوزگند به سمرقند منتقل کرد و شهرهای مرزی از جمله چاچ و بخش‌هایی از فرغانه را تصرف کرد، اما با قدرت گرفتن سلجوقیان، همسایهٔ جنوبی آن‌ها، درگیری میان افراسیابی‌ها و سلجوقیان در نهایت به تصرف سمرقند (در سال ۱۰۸۹ میلادی) توسط سلطان ملک‌شاه سلجوقی انجامید و افراسیابی‌ها خراج‌گذار آنان شدند.
افراسیابی‌ها در اواخر قرن یازدهم زیر نفوذ قراختاییان همسایگان شمالی خود نیز درآمدند و در ۱۲۱۱ م با شکست در برابر لشکر علاءالدین محمد خوارزمشاه به کلی مضمحل شدند.

## پیشینهٔ افراسیابی‌ها
افراسیابی‌ها از اتحادیهٔ قبایل ترک قرلق که از قبایل یغما، تَخسی و چِگِل تشکیل شده بود زاده شدند و این قبایل از مدت‌های پیش در دشت‌های تیان شان تا بخش‌های میانهٔ سیحون (سیردریا) را در دست داشتند. قَرلُق‌ها از قدیم در دشت‌های آسیای میانه بودند و از سدهٔ نخست قمری (هفتم میلادی) آن‌ها را جزو قبایل سازگار درون حکومت ترک می‌دانند. به رؤسای آن‌ها ایلَک گفته می‌شد که این لقب در متون منطقهٔ تورفان یافت شده‌است. به همین خاطر، منابع اسلامی به افراسیابی‌ها، ایلَک‌خانیان نیز می‌گویند. بعد از فروپاشی حکومت ترک در سال ۱۲۵ ه‍.ق (۷۴۱ م) اتحادیه‌های مختلفی شکل گرفت که در آن رئیس قرلق‌ها لقب یَبغو و سپس خاقان به خود داد که افراسیابی‌ها نیز آن را برای خود انتخاب کردند. در سده چهارم قمری (دهم میلادی) قرلق‌ها مسلمان شدند و نخستین پادشاه آن‌ها که مسلمان شد سُتوک (سُتُق) بُقراخان در گذشته به سال (۹۵۵ م. - ۳۴۴ ه‍.ق) بود و نامش را به عبدالکریم تغییر داد و او از کاشغر بر قوم خود فرمانروایی می‌کرد. کار مسلمان کردن این اقوام را دراویش و صوفیانی که به دشت‌های آسیای میانه می‌رفتند و در راسخ بودن اعتقاداتشان از نظر دستگاه‌های مذهبی تردید وجود داشت انجام گرفت اما قراختاییان پس از اسلام آوردن به سنی‌های راسخ اعتقادی تبدیل شدند. بعید نیست که یکی از این مبلّغان که از مردم نیشابور بود و از خدمت سامانیان به قراختاییان پیوسته بود، به نام ابوالحسن محمد الکلماتی، در تغییر دین شاهزاده شوق نقش داشته باشد و محمود کاشغری میان زبان ترکان یعنی قرلق‌ها یا قراختاییان و ترکمن‌ها تفاوت‌هایی قائل می‌شود. سطح فرهنگی قبایل قرلق و در نتیجه افراسیابی‌ها نسبت به ترکان غربی بالاتر بود زیرا آن‌ها از الفبای اُیغوری استفاده می‌کردند و خط عربی تنها به مرور توانست جای آن را در میان قراختاییان بگیرد.

## سلجوقیان و افراسیابی‌ها
روابط سلجوقیان و افراسیابی‌ها فراز و نشیب زیادی داشته‌است. سلجوقیان ابتدا در خدمت سامانیان بودند و آن‌ها را در جنگ با افراسیابی‌ها یاری می‌دادند، اما بعد به خدمت علی تگین قراخانی (برادر یوسف قَدَر خان) درآمدند. ارسلان اسرائیل سلجوقی (همچنین معروف به ارسلان یَبغو) با حمایت از علی تگین در جنگ داخلی قراخانی، عامل مهمی در ابقای علی تگین در سمرقند و بخارا بودند. علی تگین به کمک آن‌ها در سال ۴۱۶ ه‍.ق (۱۰۲۵ م) در برابر سلطان محمود غزنوی و در سال ۴۲۳ ه‍.ق (۱۰۳۲ م) با خوارزم‌شاه جنگید. در اوایل دههٔ ۱۰۶۰ میلادی و در زمان تمقاچ خان ابراهیم (همچنین معروف به بوری تگین)، حاکم افراسیابی‌ها غربی، آلپ ارسلان سلجوقی که به تازگی به حکومت رسیده بود به فرارود حمله کرد و افراسیابی‌ها به‌خاطر این حمله به خلیفهٔ عباسی شکایت بردند؛ اما پس از آن تا اواخر حکومت آلپ ارسلان روابط آن‌ها با سلجوقیان صلح‌آمیز بود و پیوندهای خانوادگی در میان این دو خاندان برقرار شد. دختر تمقاچ خان ابراهیم، ترکان خاتون، به ازدواج ملک‌شاه پسر آلپ ارسلان درآمد. در سال ۴۶۵ ه‍. ق، در اواخر حکومت ملک‌شاه، نصر اول شمس‌الملک قراخانی (پسر تمقاچ خان ابراهیم) به قلمرو سلجوقیان هجوم برد. در اوایل حکومت ملک‌شاه، سلجوقیان و افراسیابی‌ها بر سر نواحی جنوبی آمودریا و تخارستان با هم اختلاف داشتند. در سال ۴۶۶ ه‍. ق، (۱۰۷۴ و ۱۰۷۵ م)، تلس و کاشغر مورد هجوم ملک‌شاه سلجوقی قرار گرفت. شمس‌الملک در این زمان با شاخهٔ شرقی افراسیابی‌ها و پسران قدرخان یوسف درگیر بود؛ احتمالاً به همین خاطر او در نهایت با سلجوقیان صلح کرد. در زمان حکومت احمد بن خضر (نوهٔ شمس‌الملک)، در سال ۴۸۲ ه‍.ق (۱۰۸۹ م)، سلجوقیان سمرقند، بخارا، تلس و سیمرچای را تصرف کردند. در همین زمان هارون بن سلیمان بن قدرخان یوسف، حاکم کاشغر، با ملک‌شاه قرار داد صلحی مبتنی برآوردن نام ملک‌شاه در خطبه و سکه و به ازدواج درآوردن یکی از دختران خود با پسر ملک‌شاه امضا کرد.
اما در همین زمان فردی به نام طغرل بن ینان شورش کرد و خان را از کاشغر بیرون راند. اما سلجوقیان او و برادرش را که شورش کرده بود با هم آشتی دادند و آن دو قلمرو خود را باز پس گرفتند و ملک‌شاه بعد از او این منطقه را به برادرش سلیمان و سپس به محمود قراخانی سپرد. در سال ۴۹۰ ه‍.ق برکیارق، سلیمان بن داوود تمقاچ خان را برای حکومت قراختائیان غربی انتخاب کرد در همین سال قدرخان جبرئیل صاحب تلس و بلاسون به دنبال محمد بن سلیمان که به قلمرو سنجر سلجوقی گریخته بود وارد قلمرو سنجر شد و به دست او به قتل رسید و سنجر با سپاهی محمد بن سلیمان را بر تخت سمرقند نشاند و دختر خود را به او داد که موجب شد در سال‌های آینده دو بار او را با سپاه یاری دهد. اما در سال‌های آخر حکومت محمد روابط او با سنجر تیره شد و در سال ۵۲۴ ه‍.ق (۱۱۳۰ م) سنجر سمرقند را غارت کرد و او را خلع کرده حسن بن علی و بعد برادر ارسلان خان را جانشین او نمود. زمانی که سنجر در اسارت قزان اسیر بود امیران سلجوقی محمود قراخانی خواهر زادهٔ سنجر را به جانشین او انتخاب کردند. سنجر نیز بعد از آزادی در زمان مرگش او را رسماً جانشین خود کرد. محمود خان قراخانی مجبور شد قدرت خود را با یکی از غلام سپاه سالاران سنجر به نام ای آبه که بسیار قدرتمند بود تقسیم کند. آن دو در خراسان علیه غزان جنگیدند اما این جنگ به شکست آن‌ها انجامید. غزان پیروز به محمود خان پیشنهاد اتحاد دادند و او برای کاستن از قدرت آی آبه این پیشنهاد را پذیرفت؛ و در سال ۵۵۴ ه‍.ق (۱۱۵۹ م) این اتحاد انجام گرفت اما آی آبه غزان را شکست داد و محمود خان به صلح با او متمایل شد اما آی آبه در سال ۵۵۶ ه‍.ق (۱۱۶۱ م) او و پسرش را دستگیر و هر دو را کور کرد.

## رابطهٔ افراسیابی‌ها با قراختائیان
قراختاییان قومی بودند که در چین زندگی می‌کردند و بعدها به فرارود (ماوراءالنهر) کوچ کردند. آن‌ها به ترکستان حمله کردند و با شاخهٔ شرقی افراسیابی‌ها روبرو شدند، اما ارسلان خان احمد توانست آن‌ها را شکست دهد.
دسته‌ای دیگر از آن‌ها به قلمرو افراسیابی‌ها در بلاساغون وارد شدند و امیر قراخانی از آن‌ها علیه دشمنان خود بهره جست، اما آن‌ها بعد از مدتی با افراسیابی‌ها در کاشغر و ختن جنگیدند. در سال ۵۳۱ ه‍.ق محمود خان ابن ارسلان محمد، حاکم سمرقند، با قراختاییان در خجند درگیر شد اما این درگیری به شکست انجامید. در سال ۵۳۶ ه‍.ق نیروهای متحد محمود خان قراخانی و سلطان سنجر سلجوقی نتوانستند در برابر قراختاییان از سمرقند و فرارود دفاع کنند و آن‌ها وارد سمرقند و بخارا شدند و برادر محمود، تمقاچ خان ابراهیم سوم، را بر تخت سمرقند نشاندند و او تا سال ۵۵۱ ه‍.ق در این مقام ماند.
در زمان عثمان خان، افراسیابی‌ها و قراختاییان و خوارزمشاهیان علیه غوریان متحد شدند و توانستند آن‌ها را شکست دهند. در حدود سال ۵۵۱ ه‍.ق افراسیابی‌ها خراج‌گذار قراختاییان بودند. در زمان چغری خان، تمغاچ خان ابراهیم سوم افراسیابی‌ها علیه قرلقان متمرد از قراختاییان درخواست کمک کردند اما این درخواست نتیجه‌ای نداشت و آن‌ها مجبور شدند با قرلقان صلح کنند.
در سال ۶۰۶ ه‍. ق، (۱۲۱۰ م)، عثمان خان قراخانی از دختر گورخان قراختایی خواستگاری کرد، اما گورخان به این ازدواج راضی نشد و عثمان خان که رنجیده‌خاطر شده بود ادعای استقلال کرد و سپاهیان قراختایی سمرقند را اشغال کردند؛ اما آن‌ها مجبور شدند به خاطر شورش‌های دیگر سمرقند را ترک کنند و عثمان خان که با سلطان محمد خوارزم‌شاه متحد شده بود آن‌ها را تعقیب کرده و شکست داد. ولی پس از مدتی عثمان خان تصمیم گرفت روابطش را با قراختاییان از سر بگیرد و خوارزم‌شاهیانی که در سمرقند بودند را قتل‌عام کرد و به رغم ازدواج با دختر خوارزم‌شاه، با دختر گورخان نیز عقد ازدواج برقرار کرد و نتیجهٔ این تمرد از خوارزمشاهیان فتح سمرقند و برانداختن دودمان قراخانی توسط سلطان محمد خوارزمشاه بود.

## روابط نهادهای مذهبی و تأثیرات آن‌ها بر حکومت افراسیابی‌ها
نهادهای مذهبی در این زمان در میان عامه قدرت فراوان داشتند. در زمان سامانیان وقتی امیر سامانی از مردم خواست تا به یاری او و مقابله با افراسیابی‌ها بشتابند، آن‌ها با نهادهای مذهبی مشورت کردند و علما به مردم این اطمینان را دارند که افراسیابی‌ها افراد با ایمانی هستند و نیازی نیست به خاطر سامانیان بی‌ایمان با آن‌ها مبارزه کرد. شمس‌الملک قراخانی با طبقات مذهبی درگیر شد و در سال ۴۶۱ ه‍.ق امام ابو ابراهیم صفاری را اعدام کرد. در زمان احمد بن خضر خان طبقات مذهبی که از سلطان ناراضی بودند فردی را به نام طاهر بن عدیک به سوی ملک‌شاه فرستادند و او در سال ۴۸۲ ه‍.ق از او علیه احمد خان دستور کمک کردند که باعث شد سلطان سمرقند را فتح کرده و او را خلع کند؛ اما پس از مدتی تاج و تخت را به او برگرداند، سپس در سال ۴۸۸ ه‍.ق همین نمایندگان مذهبی سلطان را به جرم پذیرفتن کیش اسماعیلی در سمرقند اعدام کردند.
پدیده‌ای که در قرن ۵ قمری (۱۱ میلادی) دیده می‌شود پیش گرفتن تقوا و دین داری ریاکارانه‌ای از سوی حکام برای جلب نظر طبقات مذهبی بوده؛ از سوی دیگر نظامیان همواره برای جلوگیری از افزایش قدرت مرکزی، طبقات مذهبی را علیه آن‌ها یاری می‌دادند.
در سال ۵۰۷ ه‍.ق احتمالاً این رهبران مذهبی بودند که از ستم ارسلان خان محمد به سلطان سنجر شکایت کردند. در اواخر حکومتش او بیمار شد و با کمک پسرش فرمانروایی می‌کرد، اما فقیهی علوی و رئیس سمرقند که از رهبران مذهبی بودند توطئه کردند و پسر او را کشتند؛ اما احمد، پسر دیگرش، از توطئه‌گران انتقام گرفت.
تمقاچ خان ابراهیم که شخصیت مثبتی در تاریخ دارد به اعدام شیخ ابوالقاسم سمرقندی اقدام کرد. قدرت این طبقات مذهبی را در پیدایش دودمان‌هایی از رهبران مذهبی به خصوص در بخارا می‌توان دید که غالباً القاب افتخاری صدور داشتند. در سده پنجم قمری امامان مذهبی خاندان صفاری بودند اما سنجر در لشکرکشی خود به فرارود در سال ۴۹۵ ه‍.ق آن‌ها را خلع کرد و امام عبدالعزیز بن عمر از خاندان برهان را جانشین او کرد، سنجر با دادن لقب صداره یکی از خواهرانش را به عقد او درآورد و از این پس او و جانشینانش که به آل برهان معروف بودند دست نشاندهٔ سلجوقیان شدند. در زمان قراختاییان هم آل برهان مستقیماً با آن‌ها گفتگو کردند و مالیات بخارا را برای قراختاییان جمع‌آوری می‌کردند، بنابراین قدرت برهانیان هم جنبهٔ مذهبی و هم سیاسی و مالی داشت. این خاندان قدرت خود را تا دوران خوارزمشاهیان و اوایل دوران مغولان حفظ کردند و در سال ۶۳۶ ه‍.ق با یک قیام مردمی برافتادند.

## ساختار سیاسی حکومت قراخانی
حکومت افراسیابی‌ها به صورت اتحادیهٔ قبیله‌ای باقی ماند و هرگز دولت یکپارچه اداره نمی‌شد. آن‌ها در تیان‌شان که در فاصلهٔ دوری از فرارود قرار دارد که جزء قلمروی آن‌ها بود ییلاق می‌کردند. در نظام سیاسی آن‌ها یک خان بزرگ و یک خان بدیل وجود داشت که این مطابق با سنت‌های باستانی ترکان بود. از سدهٔ پنجم قمری یا یازدهم میلادی ستیزه‌های خونین در میان خاندان قراخانی آغاز شد و دو شاخه شدند که به نام‌های اسلامی آل علی (شاخهٔ غربی) و آل حسن (شاخهٔ شرقی) خوانده می‌شدند. پس از سال ۴۳۳ قمری یا ۱۰۴۱ یا ۱۰۴۲ میلادی دو دومان شرقی و غربی قراخانی وجود داشت که به ترتیب در بلاساغون و اوزکند و سپس در کاشغر و سمرقند مستقر شدند. ساختار سیاسی دودمان به صورت نظام دوگانهٔ خانی و خوانین تابعهٔ کوچک‌تر بود. به همین خاطر ممکن بود چندین شاهزاده در مناطق مختلف در یک زمان قدرت داشته باشند. القاب آن‌ها به صورت ترکیبی از اسامی ترکی و قبیله‌ای و توتمی با اسامی اسلامی بود. در اوایل قرن پنجم قمری یا یازدهم میلادی ادارهٔ فرارود به شیوهٔ اولیهٔ خود، یعنی به صورت دولت‌شهرهای مستقل بازگشت که در هر کدام از آن مناطق یکی از شاهزادگان یا اشراف قراخانی حکومت می‌کردند. با این گرایش به خودمختاری، اشراف زمین‌دار قدرت یافتند و حتی بعضی دهستان‌های شمال سیردریا به نام خود سکه زدند و بار عمومی هزینهٔ دولت کاهش یافت. در حکومت افراسیابی‌ها مانند همهٔ دولت‌های صحرا نشین، مفهوم مالکیت عشیرتی از حقوق خصوصی به حقوق عمومی منتقل شده بود. کشور، ملک همهٔ خاندان خان محسوب می‌شد و به قطعات کوچک تقسیم می‌شد و گاه خان‌های این نواحی مقتدر بودند و رئیس دولت مرکزی را به رسمیت نمی‌شناختند. این شیوه معمولاً باعث جنگ‌های داخلی و تغییر دائمی حکام می‌شد، به همین خاطر به هیچ وجه نمی‌توانیم مدت فرمانروایی هیچ عضوی از این خاندان را به‌طور دقیق تعیین کنیم. حتی سکه‌های فراوان قراخانی هم نمی‌تواند به ما در حل این موضوع کمک کند چون مدارک تاریخی کافی برای اثبات این موضوع که القاب موجود در سکه از آن یک نفر هست یا چند نفر وجود ندارد.

## ارتباط افراسیابی‌ها و سامانیان
افراسیابی‌ها در سال ۳۶۶ قمری مناطق علیای درهٔ زرافشان که کان‌های نقرهٔ سامانیان در آن بود را تصرف کردند و در سال ۳۷۰ ه‍.ق مشغول تحکیم پایه‌های قدرت خود در بلاساغون و کاشغر در شمال اسپیجاب شدند و به صورت صلح‌جویانه شاهزاده‌نشین‌هایی را که از سامانیان جدا شده بودند را تصرف کردند. در سال ۳۸۲ ه‍.ق بغراخان به قلمروی سامانیان حمله کرد و با شکست دادن شاه سامانی به سمت بخارا پیش‌روی کرد. این کار موجب گریز امیر سامانی شد، اما بغراخان در بخارا بیمار شد و شهر را رها کرده و به سمت شمال رفت و در آنجا در گذشت و به همین خاطر امیر نوح سامانی توانست به بخارا بازگردد و مناطق از دست رفتهٔ خود را پس بگیرد. در سال ۳۸۴ نصرخان قراخانی به سامانیان حمله کرد و با تصرف سمرقند و بخارا به حکومت سامانیان در فرارود پایان داد. در این زمان مردم این شهرها مقاومتی نکردند، چون علما به آن‌ها اطمینان داده بودند که افراسیابی‌ها مانند خودشان مسلمانان معتقدی هستند؛ افراسیابی‌ها در این زمان بر حوضهٔ سیر دریا تسلط داشتند، برادر کوچک‌تر امیر سامانی برای نجات تاج و تخت خود توانست به کمک متحدان مختلف چند بار افراسیابی‌ها را شکست دهد اما به دلیل کمبود نیرو مجبور شد از متصرفات خود دست بکشد و در سال ۳۹۴ ه‍.ق در یک جنگ سرنوشت‌ساز افراسیابی‌ها توانستند او را به‌طور کامل شکست دهند و سامانیان را منقرض کنند و قلمروی سامانیان را میان خود تقسیم کردند.

## رابطهٔ افراسیابی‌ها با غزنویان
در سال ۳۹۱ هجری قمری، برابر با ۱۰۰۱ میلادی نصرخان و محمود غزنوی به توافق رسیدند که قلمروی سامانیان را میان خود تقسیم کنند و آمودریا مرز میان آن دو شد. ایلگ نصر برای برقراری رابطهٔ خویشاوندی با غزنویان یکی از دختران خود را به نکاه محمود غزنوی درآورد، اما آن‌ها همیشه بر سر نواحی آمودریا و خراسان با غزنویان اختلاف داشتند. در سال ۳۹۶ ه‍.ق افراسیابی‌ها به خراسان هجوم آوردند و از دو جهت به نیشابور و مرو حمله کردند؛ در نیشابور دهقانان محلی که از اعمال مالیاتی غزنویان به ستوه آمده بودند با آن‌ها سازش کردند، اما محمود توانست آن‌ها را شکست و مرو عقب براند. در سال ۳۹۸ ه‍.ق نصرخان و یوسف قدرخان علیه غزنویان متحد شدند و به قلمروی آن‌ها حمله کردند، اما این حمله هم به شکست انجامید. نواحی خوارزم و بخش‌های رود آمو برای غزنویان و قراختانیان بسیار اهمیت داشت. چون غزنویان می‌توانستند از این طریق به سادگی به افراسیابی‌ها حمله کردند احمد طغان خان صاحب سیهرچیه و کاشغر و سپس یوسف قدرخان حاکم ختن و کاشغر با محمود غزنوی علیه علی هارون بقراخان معروف به علی تگین صاحب سمرقند و بخارا متحد شدند. در این زمان افراسیابی‌ها دچار اختلافات خانوادگی شده بودند، علی تگین بزرگ‌ترین و سر سخت‌ترین دشمن قراخانی غزنویان بود در این اتحاد قرار پیوند خویشاوندی با محمود هم گذاشته شد علی تگین سربازی از قبایل سلجوقی را در خدمت خود داشت آن‌ها در سال ۴۱۶ ه‍.ق برابر با ۱۰۲۵ میلادی آن‌ها با هم روبرو شدند و در این جنگ علی تگین شکست خورد، اما با ترک منطقه به توسط محمود غزنوی علی تگین بازگشت و متصرفات خود را بازگرفت. پس از مرگ محمود غزنوی، پسرش مسعود برای به دست گرفتن تاج و تحت در عضای دادن ختن از او کمک نظامی خواست اما این کمک ضرورتی نیافت و علی تگین علیه غزنویان با حاکم خوارزم متحد شد اما این اتحاد بجایی نرسید چون هر دوی آن‌ها در همین سال درگذشتند و دشمنی با غزنویان را پسران علی تگین ادامه دادند؛ افراسیابی‌ها شرقی و سلطان مسعود تمایل به برقراری روابط صلح‌آمیز داشتند و در سال ۴۲۲ قدرخان یوسف پذیرای هیئت مذاکره‌کنندهٔ سلطان مسعود شد که این مذاکرات ۴ سال به طول انجامید در این مذکرات قرار ازدواج یکی از دختران یوسف قدرخان با مسعود و یکی دیگر از دختران قراخانی برای شاهزاده مودود گذاشته شد این مذاکرات در سال ۴۲۸ ه‍.ق این مذاکرات با پسر قدرخان یوسف از سر گرفته شد در سال ۴۲۹ بوری تگین شاهزادهٔ قراخانی وخش و ختن و مرزهای غزنویان را غارت کرد بعد از جنگ دندان قان مسعود غزنوی تصمیم گرفت نواحی بلخ و توخارستان را به شاهزادهٔ قراخانی بوی تگین واگذار کند در زمان پادشاهی مودود بوی تگین علیه سلجوقیان با غزنویان متحد شد اما این اتحاد نتیجهٔ نداد همچنین تمقاچ خان ابراهیم بن نصر با غزنویان ضد سلجوقیان متحد شدند اما خان غراخانی در کنار رود جیحون با سلجوقیان صلح کرد افراسیابی‌ها مجبور بودند در زمان اوج قدرت غزنویان فقط از طریق آن‌ها با خلافت بغداد ارتباط برقرار کنند در سال ۴۲۲ خلیفه به مسعود غزنوی تعهد داد که جز از طریق آن‌ها با افراسیابی‌ها ارتباطی برقرار نکند.

## برافتادن
ویرانی سلجوقیان به دنبال شکست آنها از قراختاییان در نبرد قطوان (۱۱۴۱) برای خاندان خوارزمشاهیان، که در آن زمان دست نشانده قراختایی‌ها بودند این بستر را فراهم کرد تا به سوی سرزمین پیشین سلجوقیان قلمرو خود را گسترش پیدا دهند و در ۵۰ سال آینده پیرامون سال ۱۱۹۰ مستقل شوند.
در سال ۱۲۰۷ مردم بخارا علیه صدرها (رهبران طبقات دینی) شورش کردند که خوارزمشاه علاءالدین محمد از آن در جایگاه بهانه‌ای برای گشودن بخارا بهره‌وری کرد. محمد سپس با عثمان بن ابراهیم، فرمانروای قراخانیان باختری (که در آینده دختر محمد را به همسری گرفت) علیه قراختاییان هم‌پیمان شد.
در سال ۱۲۱۰، پس از عقب‌نشینی قراختایی‌ها از سمرقند به اوزگند برای رویارویی با شورش کوچلوگ، که گنجینه قراختاییان در اوزگند را از آن کرده بود، خوارزمشاه سمرقند را گرفت.

سپس خوارزمشاه ، قراختاییان را در نزدیکی تالاس شکست داد. گویا محمد و کوچلوگ سازش کرده بودند که پادشاهی قراختاییان را میان خود بخش کنند.  در سال ۱۲۱۲ مردم سمرقند علیه خوارزمیان شورش کردند، شورشی که عثمان بن ابراهیم قراخانی از آن پشتیبانی کرد. (یعنی هم‌پیمانی پیشین را نادیده گرفت)
خوارزمشاه بازگشت، سمرقند را بازپس گرفت و عثمان را دار زد. او خواستار تسلیم شدن همه قراخانیان پیشرو شد و سرانجام پادشاهی قراخانی باختری را سرنگون کرد.
در سال ۱۲۰۴، شورش قراخانیان خاوری در کاشغر از سوی قره‌خیتای‌ها با گروگان گرفتن شاهزاده یوسف قراخانی، سرکوب شد. 
شاهزاده یوسف قراخانی سپس آزاد شد، ولی در سال ۱۲۱۱ از سوی شورشیان (قراخانی?) در کاشغر کشته شد و عملاً به قراخانیان خاوری پایان داده‌شد.
در سال ۱۲۱۴، شورشیان قراخانی در کاشغر تسلیم کوچلوگ شدند که تاج و تخت قراختاییان را از آن خود کرده بود.
در سال ۱۲۱۸ کوچلوگ از سوی ارتش مغول کشته شد. سپس برخی از دست‌نشاندگان قراختاییان خاوری از جمله قراخانیان خاوری به نیروهای مغول پیوستند تا امپراتوری خوارزمیان را بگشایند. 

## فرمانروایان
- بیلگه کول قادر خان (۲۸۰–۲۲۶ ه‍.ق) (۸۹۳–۸۴۰ م)
- بازیر ارسلان خان (۳۰۸–۲۸۰ ه‍.ق) (۹۲۰–۸۹۳ م)
- اوغلاک خان (۳۲۹–۲۸۰ ه‍.ق) (۹۴۰–۸۹۳ م)
- ستق بغرا خان (۳۴۴–۳۰۸ ه‍.ق) (۹۵۵–۹۲۰ م)
- موسی بایتاش خان (۳۴۷–۳۴۴ ه‍.ق) (۹۵۸–۹۵۵ م)
- سلیمان ارسلان خان (۳۶۰–۳۴۷ ه‍.ق) (۹۷۰–۹۵۸ م)
- علی ارسلان خان (۳۸۸–۳۶۰ ه‍.ق) (۹۹۸–۹۷۰ م) (خاقان بزرگ)
- احمد ارسلان قراخان (۴۰۸–۳۸۸ ه‍.ق) (۱۰۱۷–۹۹۸ م) (فرزند علی ارسلان)
- منصور ارسلان خان (۴۱۵–۴۰۸ ه‍.ق) (۱۰۲۴–۱۰۱۷ م) (فرزند علی ارسلان)
- محمد تغان خان (۴۱۷–۴۱۵ ه‍.ق) (۱۰۲۶–۱۰۲۴ م) (فرزند حسن ابن سلیمان بغرا خان)
- یوسف قدیر خان (۴۲۳–۴۱۷ ه‍.ق) (۱۰۳۲–۱۰۲۶ م) (فرزند حسن ابن سلیمان بغرا خان)
- علی تکین بغرا خان (۴۲۶–۴۱۱ ه‍.ق) (۱۰۳۴–۱۰۲۰ م) (خاقان بزرگ سمرقند و فرزند حسن ابن سلیمان بغرا خان)
- ابو شوکا سلیمان (۴۳۴–۴۲۶ ه‍.ق) (۱۰۴۲–۱۰۳۴ م)

### افراسیابی‌های غربی
- تمقاچ خان ابراهیم (۴۶۰–۴۳۱ ه‍.ق) (۱۰۶۸–۱۰۴۰ م) (با نام بوری تکین نیز شناخته می‌شود)
- نصر شمس الملک (۴۷۲–۴۶۰ ه‍.ق) (۱۰۸۰–۱۰۶۸ م) (با عایشه دختر آلپ ارسلان ازدواج کرد)
- خضر (۴۷۳–۴۷۲ ه‍.ق) (۱۰۸۱–۱۰۸۰ م)
- احمد (۴۸۱–۴۷۳ ه‍.ق) (۱۰۸۹–۱۰۸۱ م)
- یعقوب قدیر خان (۴۸۷–۴۸۱ ه‍.ق) (۱۰۹۵–۱۰۸۹ م)
- مسعود (۴۸۹–۴۸۷ ه‍.ق) (۱۰۹۷–۱۰۹۵ م)
- سلیمان قدیر تمقاچ (۴۸۹ ه‍.ق) (۱۰۹۷ م)
- محمود ارسلان خان (۴۹۱–۴۸۹ ه‍.ق) (۱۰۹۹–۱۰۹۷ م)
- جبرئیل ارسلان خان (۴۹۴–۴۹۱ ه‍.ق) (۱۱۰۲–۱۰۹۹ م)
- محمود ارسلان خان (۵۲۳–۴۹۴ ه‍.ق) (۱۱۲۹–۱۱۰۲ م)
- نصر (۵۲۳ ه‍.ق) (۱۱۲۹ م)
- احمد قدیر خان (۵۲۴–۵۲۳ ه‍.ق) (۱۱۳۰–۱۱۲۹ م)
- حسن جلال الدنیا (۵۲۶–۵۲۴ ه‍.ق) (۱۱۳۲–۱۱۳۰ م)
- ابراهیم رکن الدنیا (۵۲۶ ه‍.ق) (۱۱۳۲ م)
- محمود (۵۳۵–۵۲۶ ه‍.ق) (۱۱۴۱–۱۱۳۲ م)
- ابراهیم تبقاچ خان (۵۵۰–۵۳۵ ه‍.ق) (۱۱۵۶–۱۱۴۱ م)
- علی چغری خان (۵۵۵–۵۵۰ ه‍.ق) (۱۱۶۱–۱۱۵۶ م)
- مسعود تبقاچ خان (۵۶۵–۵۵۵ ه‍.ق) (۱۱۷۱–۱۱۶۱ م)
- محمود تبقاچ خان (۵۷۳–۵۶۶ ه‍.ق) (۱۱۷۸–۱۱۷۱ م)
- ابراهیم ارسلان خان (۶۰۰–۵۷۳ ه‍.ق) (۱۲۰۴–۱۱۷۸ م)
- عثمان الغ سلطان (۶۰۸–۶۰۰ ه‍.ق) (۱۲۱۲–۱۲۰۴ م)

### افراسیابی‌های شرقی
- ابو شوقه سلیمان (۴۴۷–۴۳۳ ه‍.ق) (۱۰۵۶–۱۰۴۲ م)
- محمود ابن یوسف (۴۴۸–۴۴۷ ه‍.ق) (۱۰۵۷–۱۰۵۶ م)
- ابراهیم ابن محمود خان (۴۵۰–۴۴۸ ه‍.ق) (۱۰۵۹–۱۰۵۷ م)
- محمود (۴۶۷–۴۵۰ ه‍.ق) (۱۰۷۵–۱۰۵۹ م)
- عمر (۴۶۷ ه‍.ق) (۱۰۷۵ م)
- ابو علی الحسن (۴۹۵–۴۶۷ ه‍.ق) (۱۱۰۲–۱۰۷۵ م)
- احمد خان (۵۲۱–۴۹۵ ه‍.ق) (۱۱۲۸–۱۱۰۲ م)
- ابراهیم ابن احمد (۵۵۲–۵۲۱ ه‍.ق) (۱۱۵۸–۱۱۲۸ م)
- محمد ابن ابراهیم (؟ -۵۵۲ ه‍.ق) (؟ -۱۱۵۸ م)
- یوسف ابن محمد (۶۰۱-؟ ه‍.ق) (۱۲۰۵-؟ م)
- ابوالفتح محمد (۶۰۷–۶۰۱ ه‍.ق) (۱۲۱۱–۱۲۰۵ م)